# Mans flygplats
Mans flygplats är en flygplats vid staden Man i Elfenbenskusten. Den ligger i den västra delen av landet, 260 km väster om huvudstaden Yamoussoukro. Mans flygplats ligger 332 meter över havet. IATA-koden är MJC och ICAO-koden DIMN. Flygplatsen, som har reguljära inrikesflyg, hade 420 starter och landningar med totalt 10 483 passagerare och 1,7 ton frakt 2021.